# Генераторне гальмування
Генера́торне гальмува́ння (рос. генераторное торможение, англ. generator braking; нім. generatorisches Bremsen n) — один з видів електричного гальмування. Забезпечується переходом електричного двигуна в генераторний режим.
Генераторне гальмування (рекуперація) використовується, наприклад, в електротранспорті, шахтних підіймальних машинах тощо.
Ґ.г. в шахтних підіймальних машинах доцільно використовувати на установках з асинхронним приводом для спуску вантажів. Асинхронний двигун при частоті обертання ротора більше синхронної стає генератором, віддаючи електроенергію у електричну мережу.